# Vis
Vis [ˈʋiːs] (italienisch Lissa; lateinisch Issa; griechisch Issa) ist eine kroatische Insel, gehört politisch und geographisch zur Region Split-Dalmatien in der mittleren Ost-Adria.

## Geographie
Vis ist knapp 90 km² groß (Länge 17 km, Breite bis 8 km) und eher hügelig als bergig, die höchste Erhebung, der Berg Hum, erreicht 587 Meter. Vis liegt rund 60 km vom Festland entfernt und hat ca. 3500 Einwohner. Die größten Ortschaften sind Vis und Komiža. Gemeinsam mit ihrer kleineren Nebeninsel Biševo ist sie die am weitesten von der Küste des dalmatinischen Festlands entfernt liegende bewohnte Insel. Ein rund 18 km breiter Meeresarm trennt sie von Hvar, der nächsten Insel im Osten. In der Mitte der Insel befindet sich ein natürliches Flachland, das früher für einen Militärflugplatz genutzt wurde, heute werden die Flächen für den Weinanbau verwendet. Trotz der geringen Größe verfügt die Insel über ein ausgeprägtes Straßennetz in weitgehend gutem Ausbauzustand, das zu vielen Strandbuchten und Sehenswürdigkeiten bis auf wenige Meter führt. Es gibt einige Auto- und Motorrollervermietungen, Buslinien und Taxis. Bürgermeister der Insel sind Hrvoje Mratinić (Stadt Vis) und Tonka Ivčević (Komiža)
Vis ist ausschließlich per Schiff erreichbar. Es gibt jedoch einen Hubschrauberlandeplatz für das Militär und Notfälle. Der im Zweiten Weltkrieg angelegte Flugplatz wird zurzeit reaktiviert. Der nächste saisonabhängig angeflogene Flughafen ist in Split. Vom Hafen von Split gibt es regelmäßige Fährverbindungen nach Vis, die zwischen 1½ (Katamaran) und 2½ Stunden (Autofähre) dauern.

## Geschichte
Im 4. Jahrhundert v. Chr. gründeten die Griechen unter Dionysios I. von Syrakus auf Vis die Kolonie Issa, die heutige Stadt Vis, die im Laufe der Zeit eine unabhängige Polis mit eigener Münze wurde und selbst Kolonien gründete, darunter das heutige Split. Die Illyrischen Kriege (229–219 v. Chr.) endeten in einem Bedeutungsverlust zugunsten der neuen römischen Hegemonialmacht an der Adria. 47 v. Chr. wurde die Stadt ins römische Reich eingegliedert.
Im Mittelalter gehörte Vis zur Republik Venedig, 1797 wurde die Insel dem napoleonischen Königreich Italien zugeschlagen. Vorübergehend war sie von den Briten besetzt, die sie als Stützpunkt zur Kontrolle der Adriaküste nutzten. In diese Zeit fällt die Seeschlacht am 13. März 1811 bei Lissa, in welcher der britische Kapitän William Hoste mit drei Fregatten und einer Korvette die deutlich größere franko-italienische Flotte (sechs Fregatten, kleine Schiffe) unter Kapitän Bernard Dubourdieu besiegte und damit die Landung auf der Insel verhinderte. Die Briten eroberten zwei gegnerische Fregatten, die französische Bellona und die italienische Corona; das französische Flaggschiff La Favorite geriet in Brand. Sein Kommandant Bernard Dubourdieu und zwei seiner Kapitäne fielen.

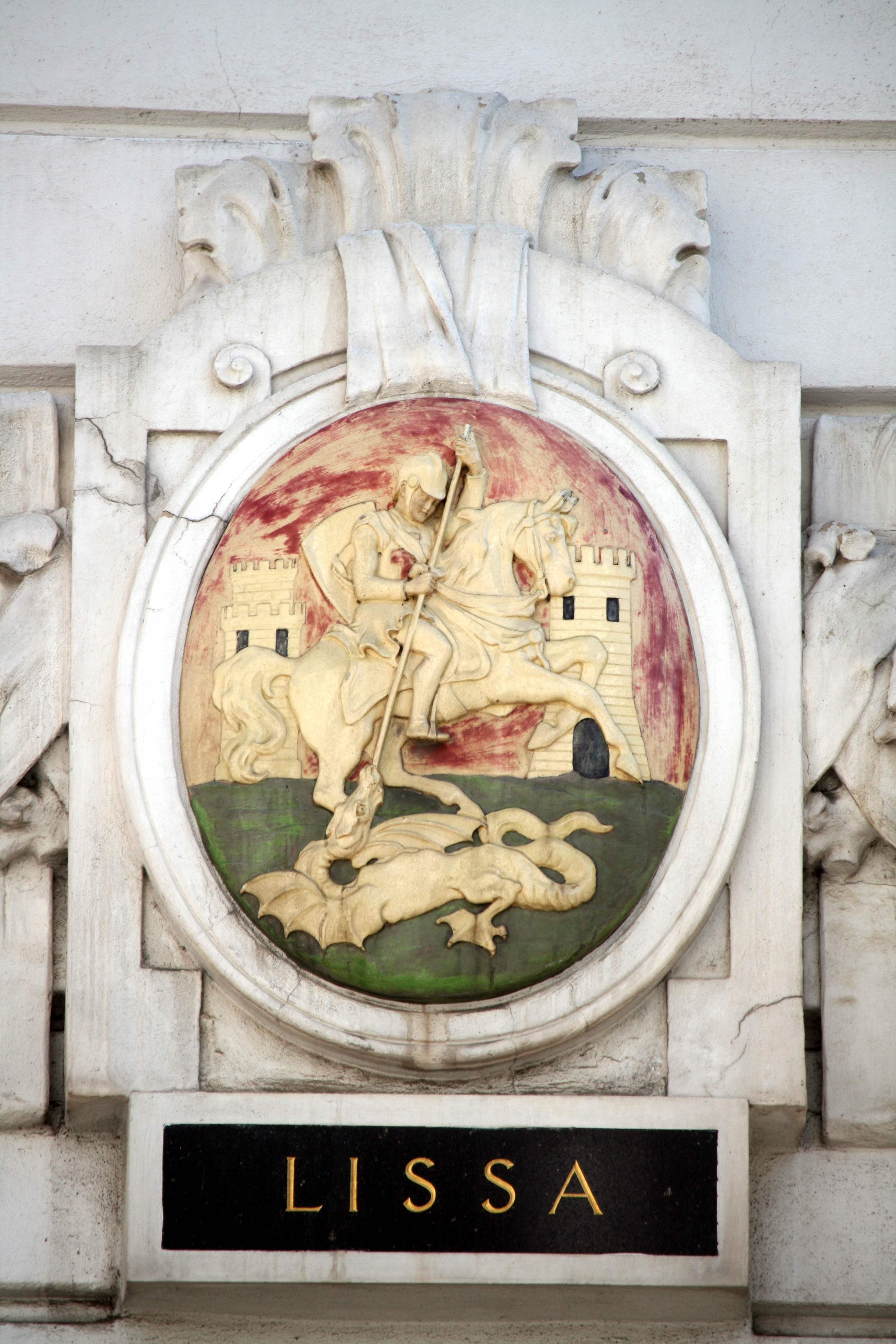
Wappen von Vis/Lissa auf dem einst von der Marinesektion des k.u.k. Kriegsministeriums genutzten Amtsgebäude Marxergasse 2 in Wien.

Unter österreichisch-ungarischer Herrschaft zu Zeiten des Kronlandes Dalmatien ab 1814 wurde der italienische Name der Insel, Lissa, verwendet. Wie im Londoner Vertrag zugesagt kam sie 1918 an Italien, danach wurde sie durch den Grenzvertrag von Rapallo 1921 jugoslawisch.
Bei Vis/Lissa haben im Laufe der Jahrhunderte mehrere Marinegefechte stattgefunden, zuletzt die Seeschlacht von Lissa am 20. Juli 1866.
In der Nähe von Komiža liegt die „Tito-Höhle“, aus der Josip Broz Tito 1944 den Widerstand gegen die deutsche Besatzungsmacht organisiert haben soll.
Durch die strategisch günstige Lage war Vis immer für das Militär interessant und wurde auch das Gibraltar der Adria genannt. Bis zum Zusammenbruch des Vielvölkerstaates Jugoslawien war die Insel militärisches Sperrgebiet und für Ausländer nicht zugänglich. Erst 1995 wurde die Insel wieder nach außen geöffnet, so dass der Tourismus erst sehr spät Einzug halten konnte. Die Bewohner leben neben dem Tourismus überwiegend von Weinanbau und Fischfang.
Im Jahr 2017 diente Vis als Drehort für die Musical-Komödie Mamma Mia! Here We Go Again.

## Sehenswürdigkeiten

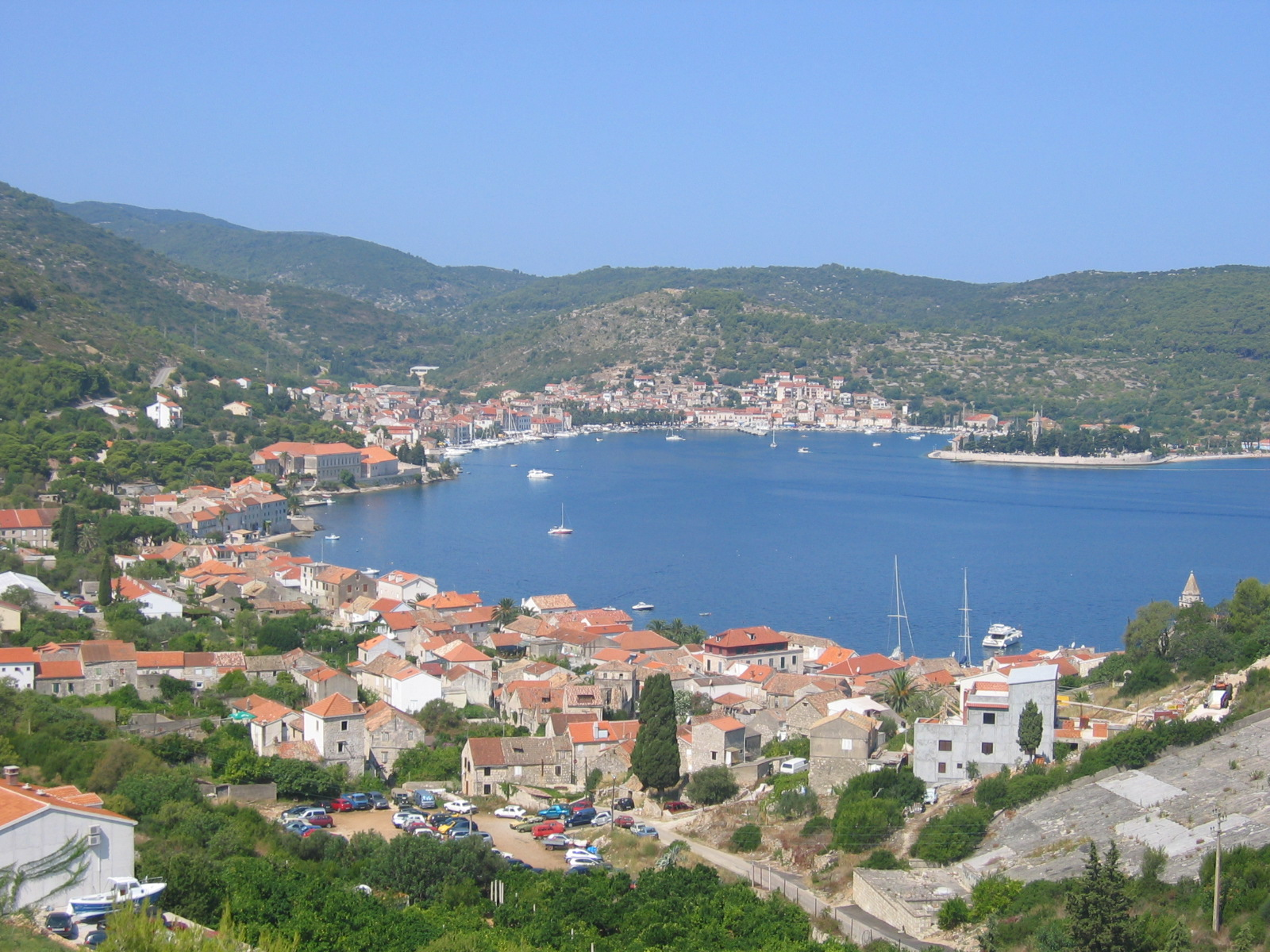
Bucht von Vis
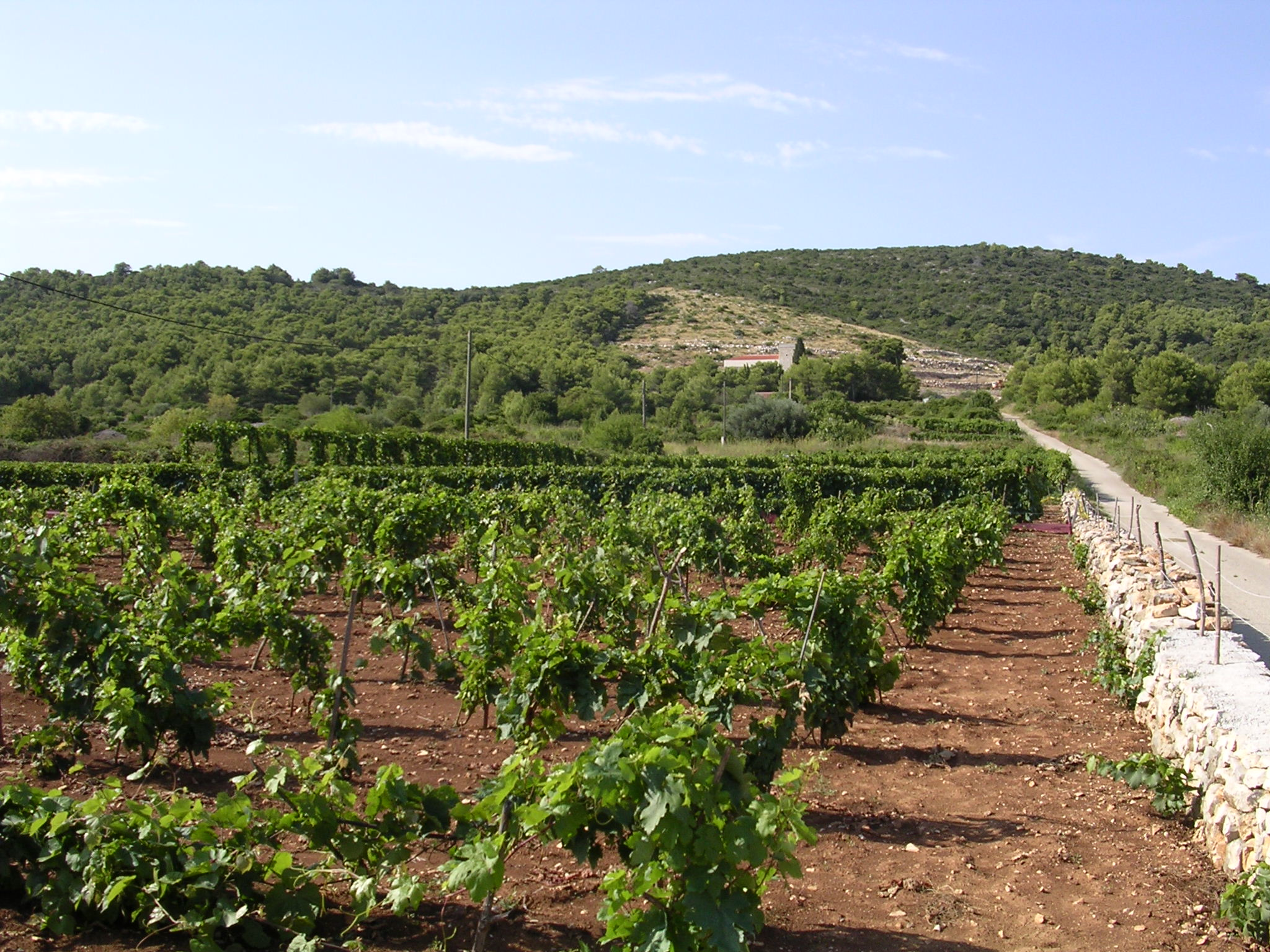
Weinberg auf Vis
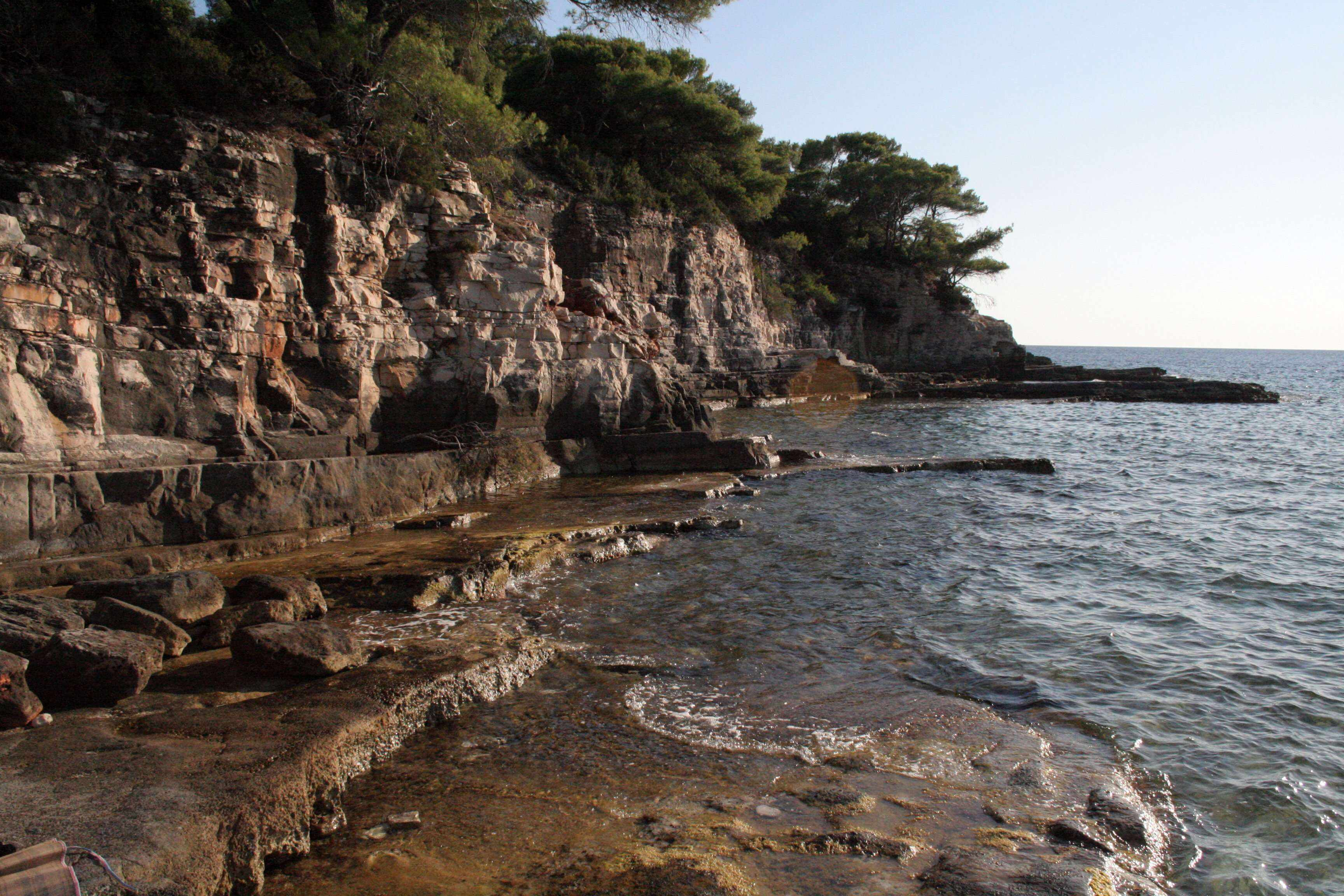
Küstenlandschaft bei Rukavac
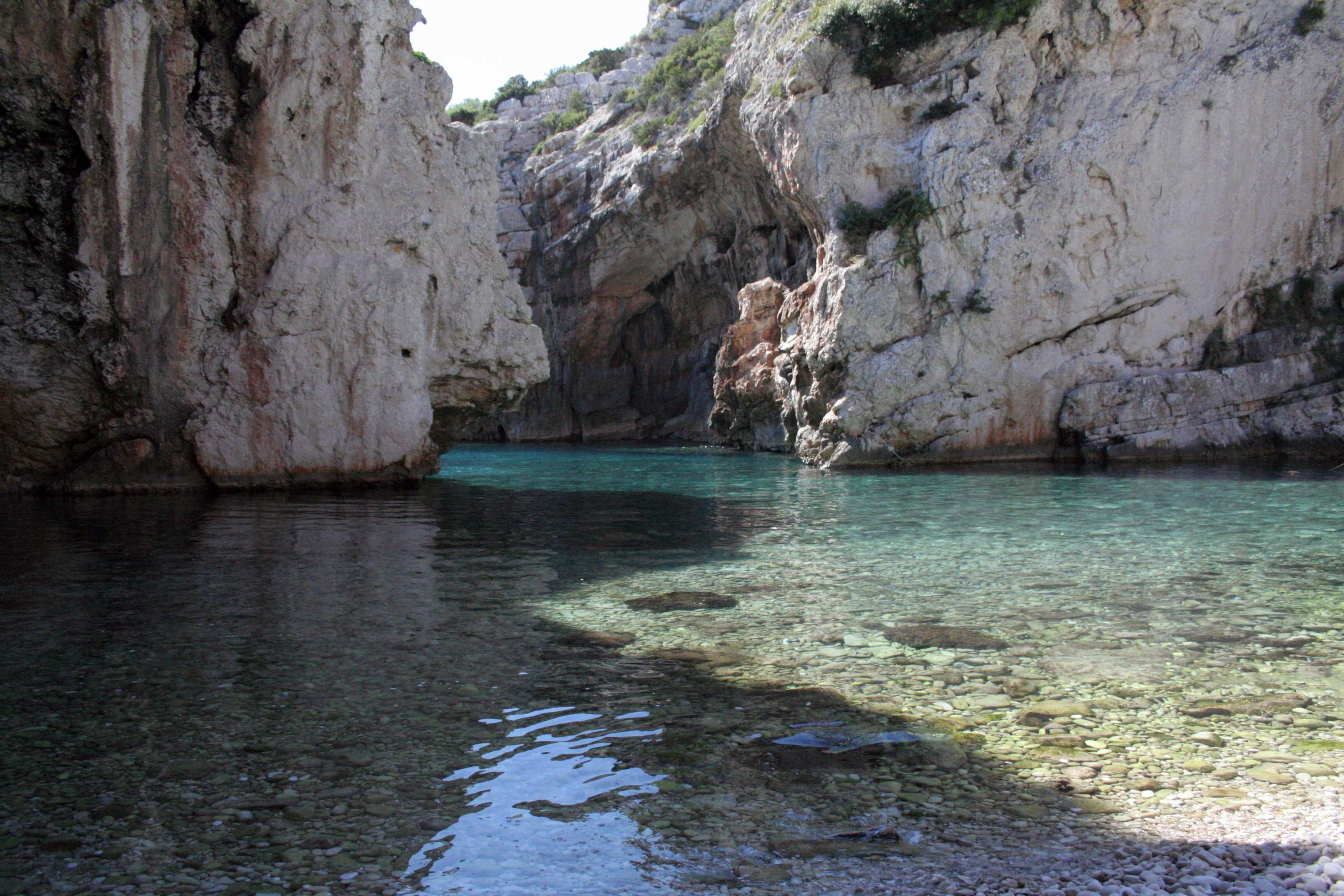
Bucht Stiniva
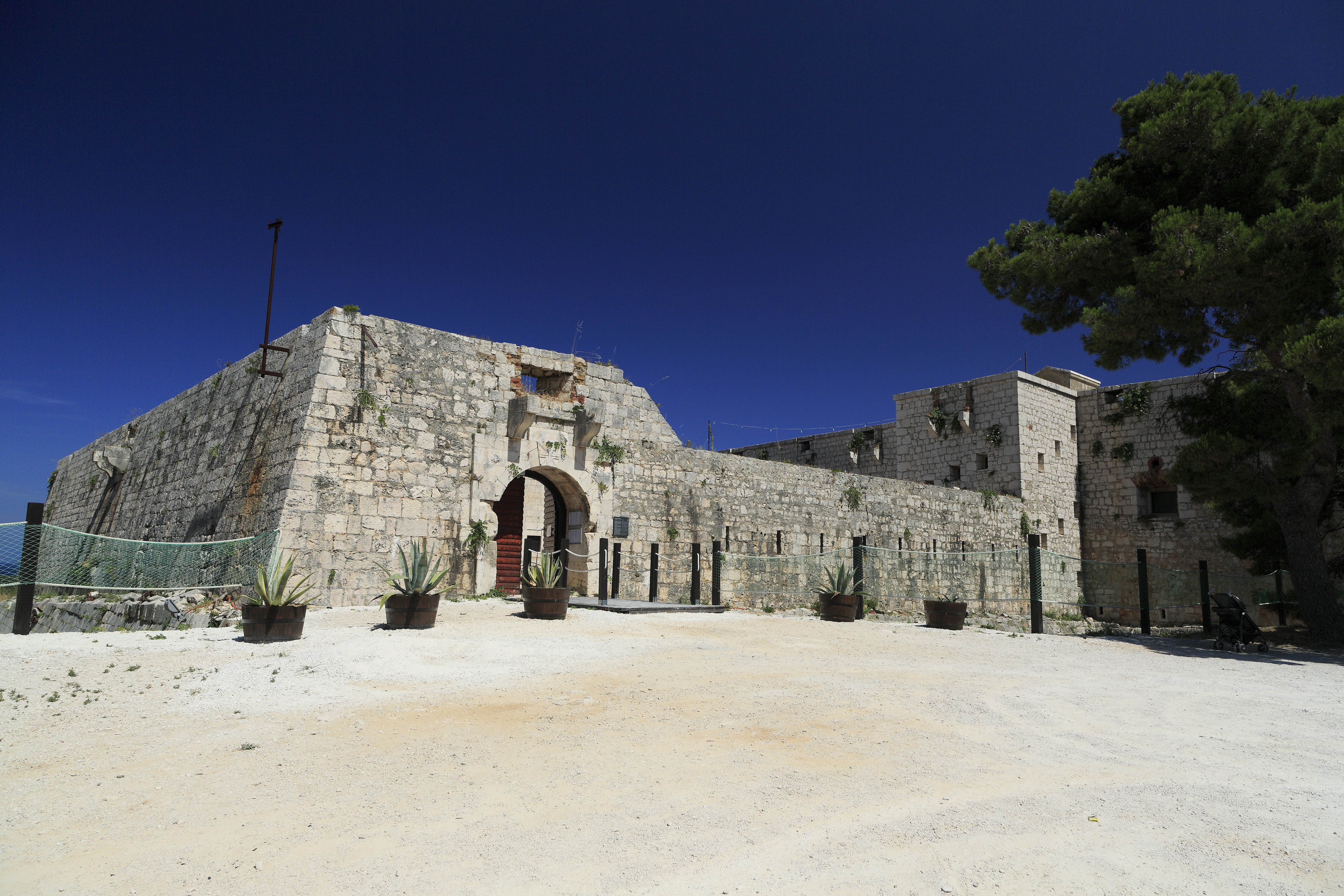
Fort George
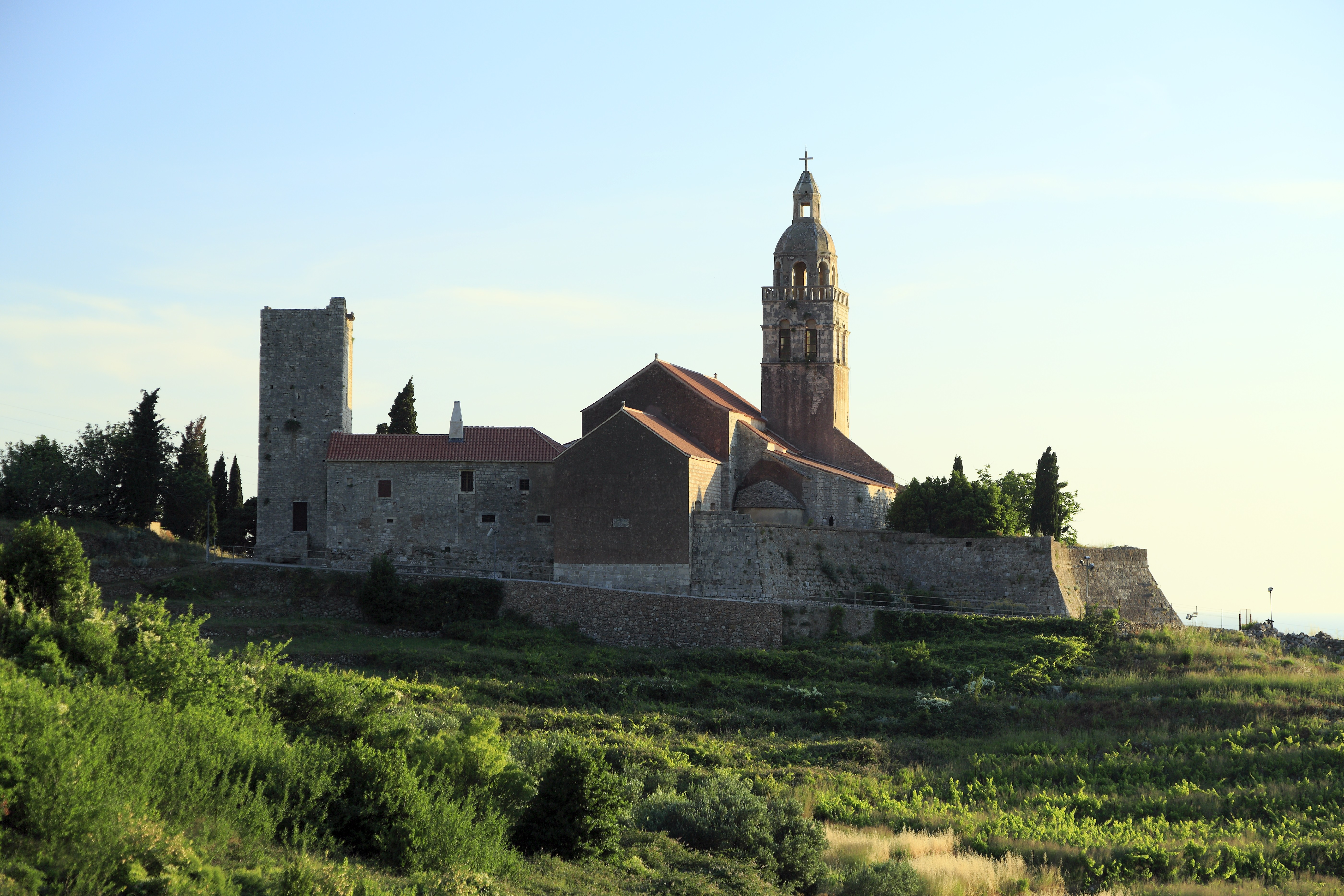
Sveti Nikola, Komiza, Insel Vis, Kroatien

- Höhle Modra špilja auf Biševo
- Tito-Höhle auf Vis
- Zelena špilja auf der Nebeninsel Ravnik
- Alter Militärflugplatz
- Alter U-Boot-Bunker
- Ehemaliges Militärgelände mit unterirdischen Befestigungsanlagen und alten Geschützen am südwestlichen Zipfel „Stupisce“